# Phrudocentra affinis
Phrudocentra affinis là một loài bướm đêm trong họ Geometridae.